# Психиатрическая клиника имени Карла Ясперса
Психиатрическая клиника имени Карла Ясперса — лечебное учреждение по профилю психиатрии, психотерапии и психосоматики в районе Венен общины Бад-Цвишенан округа Аммерланд в Германии. Клиника входит в Объединение психиатрических лечебных учреждений Ольденбургского региона.

## История
Психиатрическая клиника имени Карла Ясперса открылась в 1858 году в Великом герцогстве Ольденбургском и именовалась тогда Лечебницей для душевнобольных в селе Венен (Irrenheilanstalt zu Wehnen). Учреждение было изначально рассчитано на 80 пациентов, однако число коек с каждым годом росло. Так, к рубежу XIX и XX веков число пациентов увеличилось до 225 человек, а к 1911 году – до 300 человек. Первым директором лечебницы был Франц Людвиг Антон Кельп (1809–1891), избранный в 1862 году председателем Немецкого общества психиатрии и судебной психологии. На территории 62 гектара со временем появились многочисленные больничные и хозяйственные постройки. После Первой мировой войны вследствие экономического кризиса в Германии количество коек сократилось до 176, но вновь возросло до 300 к 1933 году. Обучение среднего медицинского персонала при лечебнице началось уже в 1907 году, а в 1920 году была основана Школа медсестёр.
В 1974 году руководство лечебницей перешло от Объединения земельной социальной помощи к Окружному объединению Ольденбурга, и затем в 1975 году – в непосредственное ведение Федеральной земли Нижняя Саксония. С этого времени больница стала именоваться Нижнесаксонской земельной лечебницей в Венен. Постепенно она преобразовалась в специализированный клинический центр психиатрии и психотерапии. Для различных форм психических расстройств были устроены собственные отделений, расширен спектр частично-стационарного лечения и значительно увеличено предложение социо-терапевтической помощи. С расформированием в 1990 году отделения так называемой длительной терапии количество стационарных коек сократилось до 425 плановых мест. Было потрачено много усилий на модернизацию хозяйственного оснащения и ремонт в старых зданиях. Так, большая часть палат была переоборудована для 2 или 3 пациентов и оснащена индивидуальными санитарными комнатами.
С 1 июля 2007 года новым владельцем клиники стало Объединение психиатрических лечебных учреждений Ольденбургского региона, продолжившее традиции прежних лет и наметившее пути к дальнейшему её развитию. Больница стала именоваться Клиникой имени Карла Ясперса. В терапевтический план были интегрированы стационарные, частично-стационарные и амбулаторные программы, позволяющие больным и их родственникам организовывать лечение в соответствии с их жизненными условиями. С 2014 года в клинике было устранено разделение отделений по половому признаку.

## Подразделения клиники
По состоянию на 2019 год, клиника располагает 514 стационарной койкой. В год на стационарном лечении находится около 6700 человек. Для пациентов, получающих частично-стационарное лечение, предусмотрены 84 места. Персонал клиники насчитывает более 980 человек (2018 год). Клиника обслуживает в первую очередь пациентов из городов Ольденбург, Дельменхорст, а также из округов Аммерланд, Фехта, Ольденбург, Клоппенбург, Виттмунд и Везермарш. Кроме отделений по профилю общей психиатрии в больнице присутствуют отделения геронтопсихиатрии, наркологии, судебной психиатрии. В 2019 строится новое помещение для отделения общей психиатрии. Помимо основного комплекса в районе Венен к клинике относятся дневные стационары в городах Клоппенбург, Дельменхорст, Бад-Цвишенан, Вестерштеде и Браке. Одно из подразделений клиники (Universitätsklinik für Psychiatrie und Psychotherapie) включено в структуру Европейской медицинской школы (с 2012 года).

## Галерея
- Корпуса клиники